# TojNews
TojNews — независимое информационное агентство Таджикистана, управляемое неправительственной организацией Индем (Информатика для демократии и национального прогресса). Основано в сентябре 2009 года.

## Описание
Национальное информационное агентство «TojNews» является новым проектом НПО «Индем» на таджикском информационном рынке. Важнейшей особенностью проекта TojNews является представление различных новостных продуктов не только для других средств массовой информации, но и для обычных пользователей.
В беседе с таджикской службой Радио Свобода председатель НПО «Индем» Саймуддин Дустов заявил, что веб-сайт «TojNews» находится на стадии тестирования более двух месяцев.

## Прекращение деятельности в 2016 году
14 ноября 2016 ИА «Азия-Плюс» сообщило, что информационное агентство «TojNews» приостановило свою деятельность в Интернете по решению учредительного собрания общественной организации Indem.
В некоторых СМИ было написано, что «TojNews» и еженедельник «Спасение», входящие в организацию «Индем», имели сильное давление на государственные органы власти.
Ещё ранее, 29 сентября 2010 года доступ к сайту «TojNews» в Таджикистане был заблокирован по указанию замминистра транспорта и коммуникаций Бека Зухурова.

## Восстановление работы агентства
3 мая 2018 года во Всемирный день свободы печати, «TojNews» решил возобновить свою работу после 18-месячного вынужденного отпуска.
Вебсайт Национального информационного агентства «TojNews» на сегодняшнее время остается заблокированным.